# ハインツ・シュミット
ハインツ・シュミット(ドイツ語: Heinz Schmidt、1920年4月20日 - 1943年9月5日)は、ドイツの軍人。最終階級は空軍大尉。第二次世界大戦では総出撃回数712回、総撃墜数173機を記録したエース・パイロットであり、その戦功から柏葉付騎士鉄十字章を受章した。

## 経歴

### 前半生
1920年4月20日、ヴァイマル共和国バート・ホンブルク・フォア・デア・ヘーエに生まれたシュミットは、1938年11月10日にドイツ国防軍空軍へ入隊した。基礎訓練終了後の1940年7月、最終的な養成のため東部予備戦闘飛行隊第2飛行隊に配属された。

### 第二次世界大戦
一か月後の1940年8月12日、シュミットはドイツ空軍第52戦闘航空団(JG52)第II飛行隊第4中隊に配属された。そのときの第4中隊は、中隊長ヨハネス・シュタインホフ指揮下でバトル・オブ・ブリテンに赴いており、彼も参戦した。その後、短期間JG52第II飛行隊第5中隊の中隊長代理を務めた後、再び第4中隊へ復帰し、1941年4月1日に軍曹へ昇進した。
シュミットの部隊はバトル・オブ・ブリテンが終結するまで勝利を上げないまま、1941年6月から勃発した独ソ戦へ参戦した。しかし彼はその後すぐにソ連の爆撃機Il-4を撃墜し、初の勝利を記録した。8月12日、彼はソ連領内約70kmの地点に不時着してしまった。彼はソ連側の捕虜にとられることを避けるため、6日を費やしてソ連から逃げ、無事ドイツ本国へと帰還している。8月27日、曹長へ昇進。11月までに15機の撃墜を記録した。
シュミットの記録は、1942年に入ってから爆発的に伸びている。2月1日、少尉となった彼は約2か月間、再びJG52第II飛行隊第5中隊中隊長に就任した。8月1日に中尉へ昇進した彼は、スターリングラード上空で激しい航空戦を展開、8月23日に通算51機撃墜の戦功により騎士鉄十字章を受章した。その僅か3週間後までに彼は総撃墜数を約2倍の100機以上に増加させ、9月16日に柏葉付騎士鉄十字章も受章した。
しばらく部隊を離れた後、11月頃に今度はJG52第II飛行隊第6中隊へと配属された。1943年1月7日には総撃墜数125機を記録。その後、2月中旬にソ連軍によってシュミットは撃墜される。しかし、彼は十分な装備もないままに2日間かけ凍結したアゾフ海を横断し、無事帰還を果たした。
1943年5月25日に独ソ戦へ復帰。その後も記録を伸ばすが、9月5日に行方不明(戦闘中行方不明:MIA)となった。彼が最後に搭乗していたメッサーシュミット Bf109G6"イエロー7"は、同じ空域でともに戦闘をしていたハンガリー軍に誤って撃墜された可能性があるとされている。
最終的に彼は、総出撃回数712回、総撃墜数173機を記録した。死後大尉へ昇進。

## 叙勲
- パイロット章
- 鉄十字章
  - 二級鉄十字勲章1939年章 (1940年10月22日)[4]
  - 一級鉄十字勲章1939年章 (1940年11月9日)[4]
- 空軍前線飛行章
  - 黄金空軍前線飛行章 (1941年8月22日)
  - ペナント付き黄金空軍前線飛行章 (1942年12月12日)
- 空軍名誉杯 (1942年7月6日)[注釈 1]
- ドイツ十字章
  - ドイツ十字章金章 (1942年8月13日)[5][注釈 2]
- 1941年/1942年東部戦線冬季戦記章 (1942年8月30日)
- 騎士鉄十字章
  - 騎士鉄十字章 (1942年8月23日)[7][8]
  - 柏葉付騎士鉄十字章 (1942年9月16日)[9][注釈 3]

## 昇進記録
| 1939年12月1日: | 一等飛行兵 |
| 1940年10月1日: | 上等飛行兵 |
| 1940年12月1日: | 伍長       |
| 1941年4月1日:  | 軍曹       |
| 1941年8月27日: | 飛行兵曹長 |
| 1942年2月1日:  | 少尉       |
| 1942年8月1日:  | 中尉       |